# Erythrodiplax umbrata
Erythrodiplax umbrata é uma espécie de libélula neotropical da família Libellulidae. Foi originalmente descrita por Lineu em 1758 como Libellula umbrata. A espécie é notável por seu acentuado dimorfismo sexual na coloração e pela larga faixa escura presente nas asas de ambos os sexos, uma de suas características mais distintivas.

## Descrição morfológica
Erythrodiplax umbrata é uma libélula de tamanho médio, com um comprimento corporal que varia de 30 a 45 milímetros e uma envergadura alar entre 55 e 68 milímetros.
O macho maduro possui um corpo quase inteiramente negro, coberto por uma pruinescência azul-acinzentada no tórax e no abdômen. A característica mais marcante é uma larga faixa marrom-escura a preta que cruza ambas as asas, começando na base e se estendendo até o nódulo.
A fêmea, em contraste, tem um corpo de coloração amarelo-acastanhada com marcações pretas no dorso do abdômen. Suas asas também apresentam a faixa escura, embora possa ser menos intensa que a do macho. Indivíduos jovens de ambos os sexos assemelham-se à fêmea adulta.
A náiade (fase larval aquática) é robusta, de cor marrom-esverdeada com padrões mosqueados que lhe conferem camuflagem no fundo de corpos d'água. Vive entre detritos vegetais e sedimento, onde caça pequenos invertebrados aquáticos.

## Distribuição e habitat
Erythrodiplax umbrata possui uma das distribuições geográficas mais amplas entre as libélulas do Novo Mundo, ocorrendo desde o leste dos Estados Unidos até a Argentina e o Chile, incluindo todo o Caribe. No Brasil, é uma espécie comum e pode ser encontrada em todos os biomas. Registros de ocorrência confirmam sua presença no estado do Maranhão, especialmente em áreas de Cerrado e ecótonos com a Floresta Amazônica.
Seu habitat preferencial inclui corpos de água lênticos (parados) ou de fluxo lento, como lagoas, pântanos, brejos, represas e margens de rios. É uma espécie pioneira, frequentemente colonizando habitats aquáticos temporários ou recentemente perturbados, incluindo poças artificiais e valas.

## Biologia e ecologia

### Comportamento
Os machos são notavelmente territoriais. Eles escolhem poleiros em galhos ou vegetação emergente com boa visibilidade sobre a água, de onde patrulham seu território e expulsam outros machos da mesma espécie e, ocasionalmente, de outras espécies de libélulas. Eles realizam voos curtos e rápidos para capturar presas ou para investigar intrusos. As fêmeas são mais discretas e geralmente só visitam os corpos d'água para acasalar e depositar os ovos.

### Alimentação
Como outras libélulas, Erythrodiplax umbrata é um predador oportunista. Os adultos caçam em voo, alimentando-se de uma variedade de pequenos insetos voadores, como mosquitos, moscas e pequenas mariposas. As náiades são predadores aquáticos e se alimentam de larvas de insetos, pequenos crustáceos e girinos.

### Reprodução
O acasalamento ocorre em voo ou em poleiros próximos à água. Após a cópula, o macho geralmente acompanha a fêmea em voo de guarda enquanto ela realiza a oviposição. A fêmea deposita os ovos diretamente na água, batendo a ponta do abdômen repetidamente na superfície. Esse comportamento protege os ovos da predação por outros machos que poderiam tentar acasalar com a fêmea. O ciclo de vida, desde o ovo até o adulto, pode levar de alguns meses a mais de um ano, dependendo da temperatura e da disponibilidade de alimento.

## Estado de conservação
A União Internacional para a Conservação da Natureza (IUCN) classifica Erythrodiplax umbrata como Pouco Preocupante. A avaliação baseia-se em sua distribuição extremamente ampla, sua população presumivelmente grande e estável, e sua tolerância a uma variedade de habitats, incluindo ambientes modificados pela ação humana. Não há ameaças significativas conhecidas que possam comprometer a sobrevivência da espécie em escala global.